# 柳之宮
柳之宮（やなぎのみや）は、埼玉県八潮市の大字。郵便番号は340-0832。

## 地理
八潮市西部の沖積平野に位置する。地区の西寄りに綾瀬川が南北に流れている。
東は緑町、上馬場、西は西袋、および草加市手代、南は西袋、北は南後谷と隣接している。地内は主に住宅地だが、北部ではやや纏まった農地も見られる。
鉄道利用は草加市にある東武伊勢崎線（東武スカイツリーライン）草加駅が約2 km程度であり、市内にある首都圏新都市鉄道つくばエクスプレスの八潮駅（約2.5 km）に比べ僅かに近い。奈良期の集落跡と思われる遺跡である「柳之宮遺跡」が地内にある。

## 由来
柳之宮村の鎮守氷川神社の境内に柳の大木が生い茂っていたことに因むと言われている。

## 歴史
もとは江戸期より存在した武蔵国埼玉郡八条領に属する柳之宮村であった。柳之宮は柳宮とも記された。

### 沿革
- はじめは幕府領で以降変遷なし。なお、検地は1684年（貞享元年）に実施[5]。持添新田があり、こちらも幕府領で1753年（宝暦3年）に検地を実施[5]。
- 1730年（寛永7年） - 綾瀬川の改修が行われ、川の流路が村を二分される位置に変更される。
- 幕末の時点では埼玉郡に属し、明治初年の『旧高旧領取調帳』の記載によると、代官佐々井半十郎支配所が管轄する幕府領であった[7]。
- 1868年（慶応4年）6月19日 - 幕府領が武蔵知県事・山田政則（忍藩士）の管轄となる。
- 1869年（明治2年）1月13日 - 武蔵知県事・河瀬秀治の管轄区域に小菅県を設置、小菅県の管轄となる。県庁は葛飾郡小菅村に置かれる。
- 1871年（明治4年）11月14日 - 太政官布告第594により小菅県を廃止。埼玉県の管轄となる。
- 1879年（明治12年）3月17日 - 郡区町村編制法により成立した南埼玉郡に属す。郡役所は岩槻町に設置。
- 1889年（明治22年）4月1日 - 町村制施行に伴ない、南埼玉郡上馬場村、中馬場村、大原村、浮塚村、西袋村、大曾根村、南後谷村と合併し、南埼玉郡八幡村が成立、柳之宮村は八幡村の大字柳之宮となる。
- 1956年（昭和31年）9月28日 - 八條村、潮止村と合併し、南埼玉郡八潮村が成立。八潮村の大字となる。
- 1964年（昭和39年）10月1日 - 町制施行により、南埼玉郡八潮町の大字となる。
- 1972年（昭和47年）1月15日 - 市制施行により、八潮市の大字となる。
- 1979年（昭和54年）4月 - 地内に八潮市立八潮第十小学校開校（現八潮市立柳之宮小学校）が開校する。
- 1998年（平成10年）11月21日 - 稲荷伊草第一土地区画整理事業の完成に伴い町名および地番が変更され、事業区域内にあった地区の一部（字屋敷通、字大道通、字天神）が八潮市緑町四丁目、緑町五丁目となる。

## 世帯数と人口
2020年（令和2年）11月1日現在の世帯数と人口は以下の通りである。
| 大字   | 世帯数  | 人口    |
| ------ | ------- | ------- |
| 柳之宮 | 486世帯 | 1,200人 |

## 小・中学校の学区
市立小・中学校に通う場合、学区は以下の通りとなる。
| 番地                                                     | 小学校               |
| -------------------------------------------------------- | -------------------- |
| 1 - 256、259 - 260、262、292 - 329、331 - 335、368 - 373 | 八潮市立柳之宮小学校 |
| 番地                                                     | 中学校               |
| 1 - 256、259 - 260、262、292 - 329、331 - 335、368 - 373 | 八潮市立八幡中学校   |

## 交通
地内に鉄道は敷設されていない。

### 道路
- 埼玉県道115号越谷八潮線（産業道路）
- 史料館タブノキ通り
- 綾瀬川西通り（綾瀬通り）

## 施設
- 八潮市立柳之宮小学校
- 柳之宮公民館
- 西袋・柳之宮氷川神社
- 柳之宮幼児公園

※ 柳之宮橋は大字西袋に架かる。また、八潮柳之宮郵便局は緑町5丁目に所在する。